# Suat Berk
Suat Berk (Istanbul, 2 april 1901 – Bodrum, 15 juli 2002) was de eerste vrouwelijke rechter van Turkije.
Ze werd geboren op 2 april 1901 in de stad Istanbul van het toenmalige Ottomaanse rijk. Haar geboortenaam was Suat Hilmi. Ze studeerde af aan de rechtenfaculteit van de Universiteit van Istanbul (toen nog de Darülfünun genoemd). In 1925 werd ze benoemd tot vredesrechter (magistraat). In 1933 ging ze naar Berlijn voor doctoraatsstudies. In 1951 werd ze verkozen als lid van de Orde van Advocaten van Ankara. Nadat ze als rechter met pensioen ging, ging ze verder als advocaat van Turkse ondernemingen als İşbank, Halk Bank en Tekel.
Dat zij als Turkse vrouw in die tijd rechter kon worden in Turkije, was mogelijk gemaakt door president Atatürk, die de vrouwenrechten verbeterde in Turkije als onderdeel van zijn moderniseringspolitiek. In die hoedanigheid fungeerde zij als een rolmodel voor de emancipatie van de Turkse vrouw. Volgens haar zoon was ze in 1925 een volwaardige vrouwelijke rechter in Turkije, terwijl destijds in sommige andere landen van de wereld vrouwen alleen als jeugdrechter mochten dienen.

## Privéleven
Terwijl ze in Berlijn was voor haar studie, leerde ze Niyazi Ozman kennen, een Turkse marineofficier met de rang van kapitein. Ze trouwde kort daarna met hem. Uit dit huwelijk kreeg ze een zoon genaamd Ahmet.
Ze stierf in Bodrum, provincie Muğla op 15 juli 2002 en werd begraven in Bitez.